# Raoul Le Mouton de Boisdeffre
Raoul Le Mouton de Boisdeffre, röviden Raoul de Boisdeffre (Alençon, Alsó-Normandia, Francia Királyság, 1839. február 6. – Párizs, Francia Köztársaság, 1919. augusztus 24.) francia arisztokrata katonatiszt, tábornok, 1893–1898 között a francia hadsereg vezérkari főnöke, az 1892-es francia–orosz szövetségi szerződés főtárgyalója és egyik aláírója. 1894–1898 között a Dreyfus-per során Dreyfus bűnösségét vallotta, a „hadsereg tekintélyének és becsületének védelmében” presszionálta a bíróságot és fedezte alárendeltjeit.

## Élete

### Származása, tanulmányai
A francia Boisdeffre arisztokrata családban született, amely a Sarthe megyei Bérusben álló Boisdeffre kastélyról nyerte a nevét. A család 1490-ben kapott nemesi címet, melyet 1665-ben XIV. Lajos megerősített. Raoul apai nagyapja Louis René Le Mouton de Boisdeffre (1744–1814) volt, a Francia Királyság hadseregének tábornoka (maréchal de camp, mely kb. altábornagyi rangnak felelt meg). Apja Adolphe Le Mouton de Boisdeffre, anyja Élisa Bauny de Récy volt. Raoul már egészen fiatal korában elszánta magát a katonatiszti pályára, és 1858-ban beiratkozott a párizsi Saint-Cyr-i Katonai Főiskolára.

### A csapattiszt
1860-ban alhadnagyi rangban a 31. gyalogezredhez (régiment d’Aunis) helyezték. 1863-ban elvégezte a vezérkari tiszti tanfolyamokat. 1866-ban századossá (capitaine) léptették elő és a 48. gyalogezredhez (régiment d’Artois) osztották be. 1865–1867 között, majd 1868–1870 között Francia-Algériában szolgált Alfred Chanzy tábornok parancsnoksága alatt.
1870-ben, a porosz–francia háború első évében a Joseph Vinoy tábornok által vezényelt francia XIII. hadtest kötelékében harcolt. A súlyos vereséggel végződő francia hadjárat után csapattestével visszavonult Párizsba, amely rövidesen a poroszok ostroma alá került. Boisdeffre felismerte, hogy a főváros védelme értelmetlen, ezért kérelmezte, helyezzék át Chanzy tábornok Loire-menti hadseregéhez (Armée de la Loire).
1870. december 22-én Boisdeffre – Louis Jules Trochu tábornoknak, Párizs katonai kormányzójának, az ideiglenes kormány  tagjának megbízásából – a „Lavoisier” nevű léghajóval felszállt az Orléans-i pályaudvar (a mai Austerlitz pályaudvar) területéről, sikeresen átjutott a porosz tüzérség vonalain és délnyugati irányban mintegy 290 km-nyi légi út megtétele után eljutott a francia ellenőrzés alatt álló La Ménitré városába (Maine-et-Loire megye).
A háború befejezése után zászlóaljparancsokként (chef de bataillon) minőségben továbbra is Chanzy tábornok alárendeltségében maradt. Chanzy 1873–1879 között Francia-Algéria katonai kormányzója volt, Boisdeffre is itt szolgált. 1878-ban alezredessé léptették elő. Amikor Chanzy tábornokot 1879. február 24-én visszahívták algériai kormányzói tisztségéből, és kinevezték a Francia Köztársaság szentpétervári nagykövetévé, ő magával vitte Boisdeffre-t új állomáshelyére.
1879–1882 között Boisdeffre alezredes volt a szentpétervári francia nagykövetség katonai attaséja. E minőségében megismerkedett és barátságot kötött az orosz hadsereg vezérkari főnök helyettesével, Nyikolaj Obrucsev tábornokkal, akinek francia nő volt a felesége. Ez a tény segítette az orosz és a francia vezérkar közötti kapcsolat felvételét.
1881-ben Chanzy tábornok–nagykövetet hazarendelték, és kinevezték a VI. hadtest parancsnokává, Châlons-sur-Marne-ban. Magával vitte Boisdeffre-t is, akinek a hadtest vezérkarában biztosított szolgálati helyet. 1882-ben Boisdeffre-t ezredessé léptették elő, megkapta a hadtest egyik ezredének, a 106. gyalogezrednek parancsnokságát. Patrónusa, Chanzy tábornok 1883 januárjában váratlanul elhunyt (59 évesen). Boisdeffre tovább haladt a ranglétrán, 1887-ben dandártábornokká, 1892 júliusában hadosztálytábornokká (altábornaggyá) lépett elő.
1883–1887 között a 106. gyalogezred parancsnokaként szolgált Châlons-sur-Marne-ban. Hadtestének új parancsnoka Joseph de Miribel tábornok lett, aki korábban már kétszer töltötte be a francia hadsereg vezérkari főnökének tisztségét, először 1877 novemberétől 1879-ig, másodszor 1881–1882 között. Miribel a VI. hadtest vezérkari főnökévé nevezte ki Boisdeffre-t.

### A haderő vezérkarában
1890-ben, amikor Miribel tábornokot előléptették hadseregtábornokká és harmadik alkalommal is kinevezték a francia hadsereg vezérkari főnökévé, magával vitte Boisdeffre-t Párizsba, és megtette saját helyettesévé. Miribelle parancsnoksága alatt Boisdeffre az 1890–1897 közötti évekre kidolgozta a francia hadsereg mozgósítási terveit, melyek a korábbiaknál offenzívebb jellegűek voltak, és elsősorban a Német Császárság elle irányultak. Kidolgozta egy Oroszországgal kötendő katonai szövetség tervét is, amelynek segítségével a Francia Köztársaság kitörhetett diplomáciai elszigeteltségéből.
1890-ben III. Sándor orosz cár hadügyminisztériuma személyesen Boisdeffre-t hívta meg Oroszországba, hogy képviselje Franciaországot a nagy orosz birodalmi hadgyakorlaton. Még 1881 előtt ismerkedtek össze, amikor Sándor még trónörökös nagyherceg, Boisdeffre pedig Franciaország szentpétervári katonai attaséja volt. A meghívás egyértelmű diplomáciai jelzés volt II. Vilmos német császár felé, aki Bismarck lemondatása (1890. március 18.) után visszautasította az 1887-es viszontbiztosítási szerződés (oroszok által kért) meghosszabbítását. Ez az esemény indította el a francia vezérkar által kívánt diplomáciai műveletet.

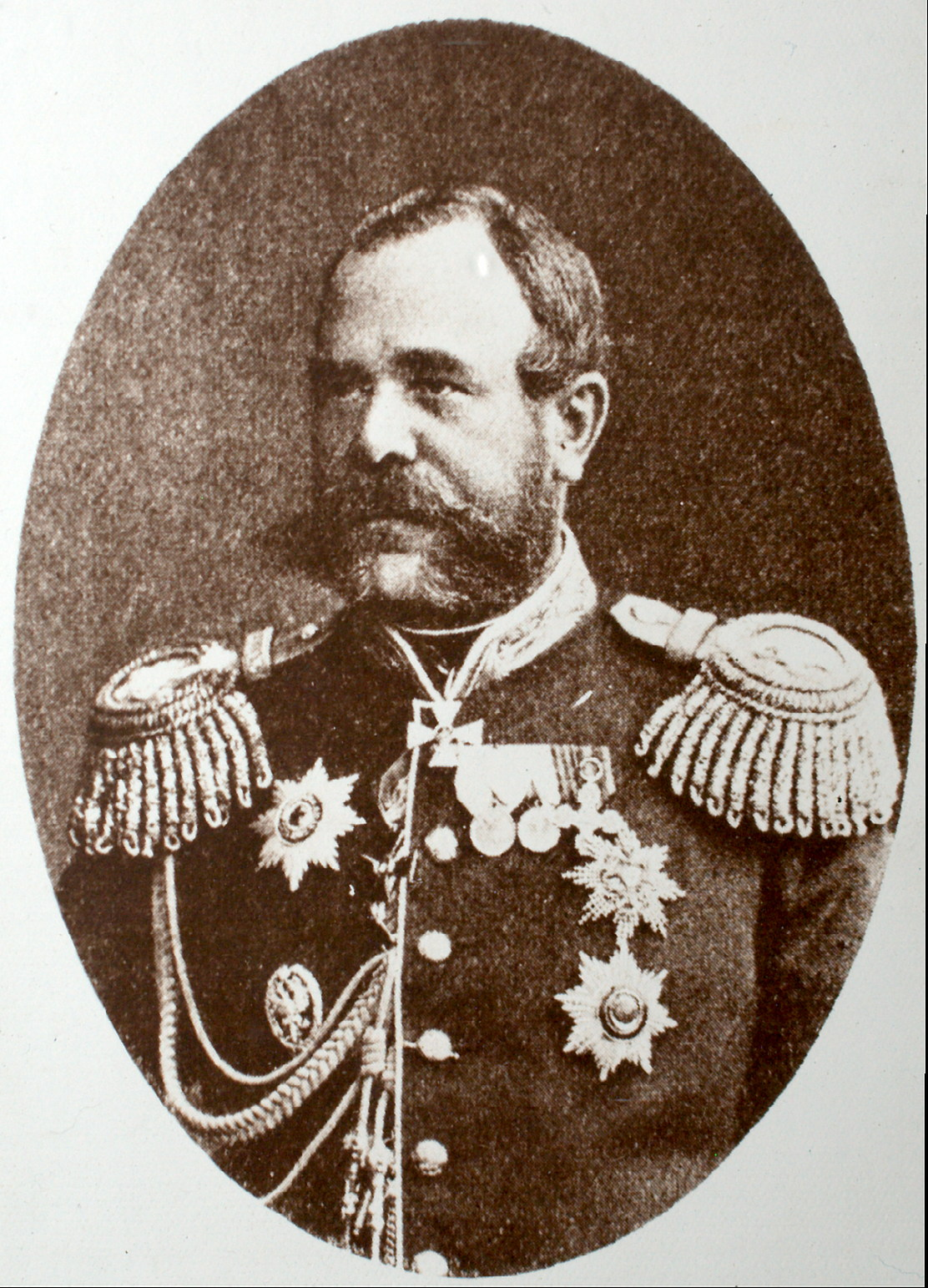
Nyikolaj Obrucsev gyalogsági tábornok, orosz vezérkari főnök

A Francia Külügyminisztériumból kapott instrukcióikat részben követve Boisdeffre tárgyalt Nyikolaj Karlovics de Giers orosz külügyminiszterrel. A következő évben, 1891-ben már érdemi tárgyalásokat folytatott a Franciaországba látogató Nyikolaj Obrucsev tábornokkal (1830–1904), az orosz vezérkar főnökével, aki meggyőződéses pánszlávista volt, a német orientáció ellenzője, a francia–orosz szövetség híve. Boisdeffre munkájának eredményeképpen 1891 augusztusára intenzív levelezés alakult ki a két külügyminiszter, Alexandre Ribot és Nyikolaj de Giers között.
Főnökének, Miribel tábornoknak kívánságára (és főtárgyalói státusz megerősítésére) 1981. november 19-én Boisdeffre-t államfői rendelettel „a hadsereg részére különleges megbízást teljesítő” francia államtanácsossá (conseiller d’État) nevezték ki.
1892 nyarán Boisdeffre-t ismét meghívták az orosz hadsereg nagy hadgyakorlatára. Itt hosszas tárgyalásokat folytatott Obrucsev vezérkari főnökkel, melyeket maga a cár felügyelt. 1892. augusztus 17-én aláírták a titkos francia–orosz szövetséget, mely az orosz fél kifejezett kérésére tisztán védelmi egyezményként volt megfogalmazva. 1894-ben lépett hatályba.

### A francia hadsereg vezérkari főnöke

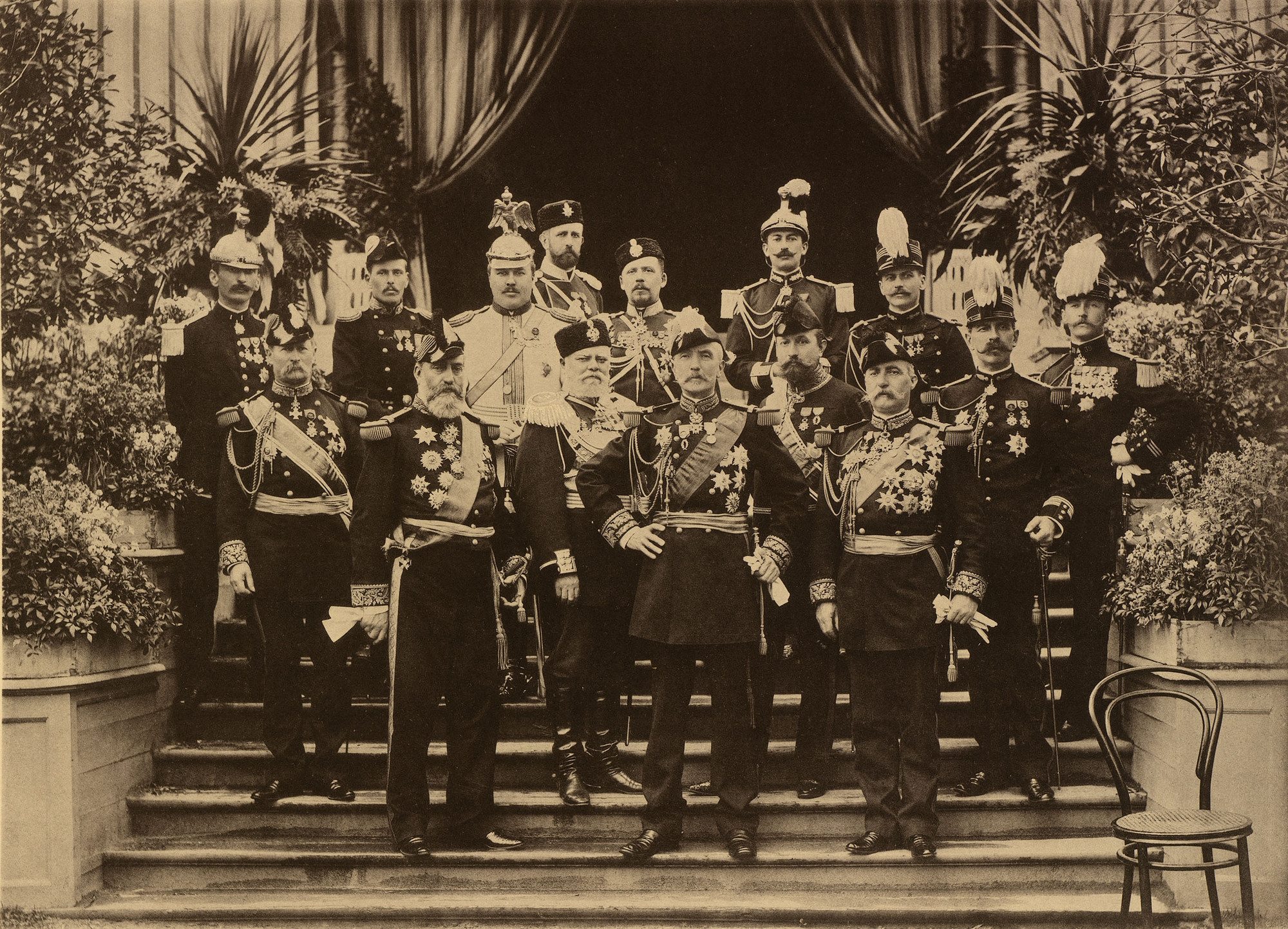
A francia delegáció tagjai II. Miklós cár koronázásán (1896). Középen Boisdeffre tábornok

Miribel tábornok Boisdeffre-t tekintette leendő utódjának, és azt kívánta, hogy a tábornok még néhány évig szolgáljon egy magasabbegység vezénylő parancsnokának beosztásában. 1893. augusztus 26-án Miribel kinevezte Boisdeffre-t a francia 10. gyaloghadosztály parancsnokává. Ezt a hadosztályt vidékre vezényelték, helyette szeptember 11-én Boisdeffre átvette a Párizsban állomásozó 9. gyaloghadosztály parancsnokságát. Szeptember 12-én Miribel tábornok váratlanul elhunyt, szeptember 28-án Boisdeffre-t nevezték ki a francia hadsereg vezérkari főnökévé (chef d’État-Major général de l’armée)..
1894 végén őt delegálták, rendkívüli és meghatalmazott nagyköveti minőségben, hogy képviselje Franciaországot az elhunyt III. Sándor orosz cár temetésén.
1896-ban ismét Franciaország rendkívüli és meghatalmazott nagykövetévé nevezték ki, és egy hivatalos delegáció élén részt vett II. Miklós cár ünnepélyes koronázásán Moszkvában (1896. május 26. ). Az alkalmat kihasználva bizalmas tárgyalásokat folytatott az ekkor még titokban tartott francia–orosz szövetségi szerződés megerősítéséről, és az orosz uralkodópár Franciaországba teendő első hivatalos látogatásának előkészítéséről, amelyre 1896. októberében került sor, ünnepélyes keretek között, nagy diplomáciai sikerrel. Boisdeffre több reformot és újítást vezetett be a hadsereg működésében, pl. a kerékpárokat az ő kezdeményezésére rendszeresítették.

### Szerepe a Dreyfus-ügyben és lemondása

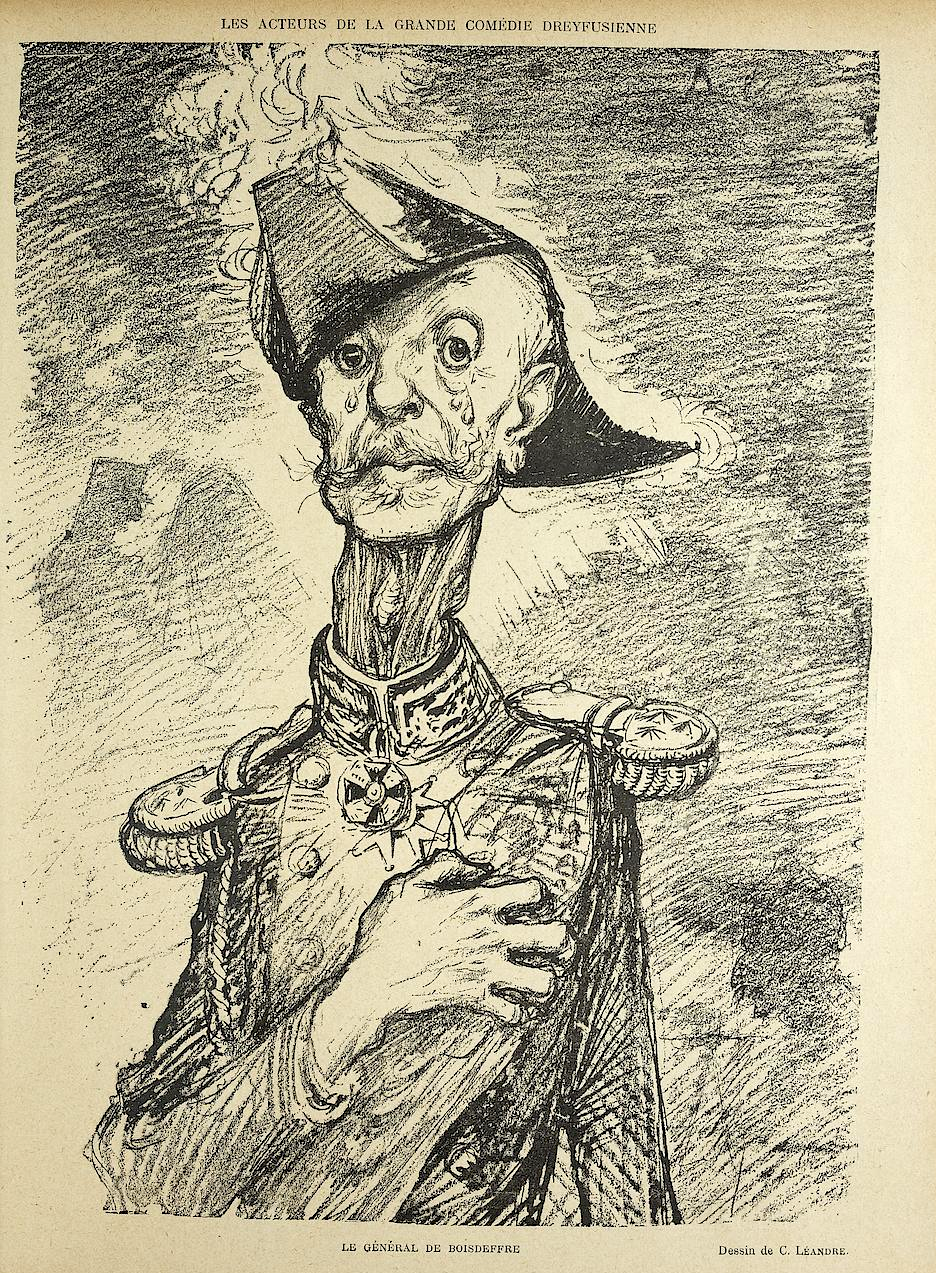
Sajtókarikatúra Boisdeffre tábornokról, a vezérkar főnökéről, a „hadsereg becsületének” védelmezőjéről (Charles Léandre, 1898)

1894–1898 között Boisdeffre, mint vezérkari főnök figyelemmel kísérte a Dreyfus-per fejleményeit,   mindvégig meg volt győződve Dreyfus bűnösségéről. 1898-ban Émile Zola újságcikkében, a „J’accuse…!” (Vádolom!) név szerint említette Boisdeffre tábornokot is, akit azzal vádolt, hogy a hadsereg becsületének védelmében fedezte a hamis bizonyítékokat fabrikáló alárendeltjeit. Boisdeffre tábornoki katonai díszegyenruhában megjelent a bíróság előtt és azt vallotta, hogy léteznek olyan hiteles bizonyítékok, melyek Dreyfus bűnösségét igazolják, de ezeket nemzetbiztonsági okból nem tárhatják a bíróság elé. Beszédét ezzel zárta:

„Önök a bíróság, önök a Nemzet. Ha a Nemzetnek nincs bizalma hadseregének vezetőiben, azokban a férfiakban, akik a Nemzet védelmének felelősségét hordják vállukon, akkor ezek a férfiak készen állnak, hogy átadják ezt a súlyos feladatot másoknak. Önöknek csak mondaniuk kell ezt. Ez az utolsó szavam.”

– Idézi: Begley: Der Fall Dreyfus, p. 251.

Vitathatatlan tekintélyét eszközként használva Boisdeffre választásra kényszerítette a bíróságot: „vagy a Hadsereg vagy Zola”. A korabeli felfűtött politikai hangulatban ez megtette hatását, Zolát elítélték, Dreyfust ismét bűnösnek nyilvánították. Később azonban öngyilkosságot követett el az egyik hamisító tiszt, Hubert Henry alezredes. Boisdeffre, aki (feltehetően jóhiszeműleg) megbízott alárendeltjeiben és a végsőkig fedezte őket, 1898. szeptember 2-án lemondott hivataláról és teljesen visszavonult a közéletből. Dreyfust 1906-ban rehabilitálták.
A visszavonult tábornok félhivatalos minőségben időnként részt vett orosz kormánytisztviselők fogadásain, rendezvényein. II. Miklós cár mindkét hivatalos franciaországi látogatása során (1896, 1902) személyesen fogadta őt, nyilvánosan elismerve a két ország közös érdekében tett jelentős diplomáciai érdemeit.

### Magánélete

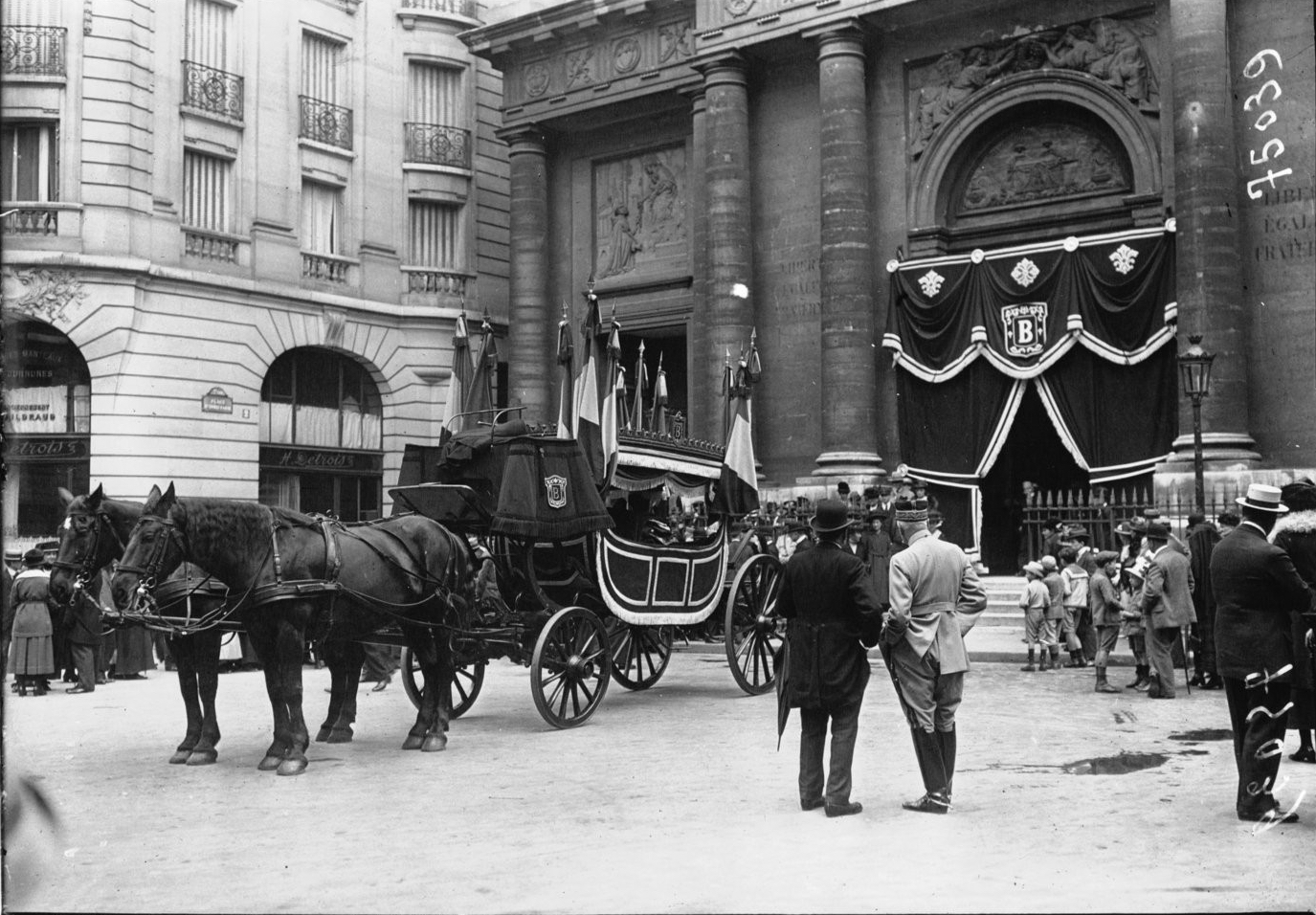
Gyász-szertartása a párizsi Aquinói Szent Tamás templomban (1919)

1872-ben feleségül vette Marie de Lalain-Chomelt. Első házasságából két fiú született, mindketten utód nélkül haltak meg, a fiatalabbik az első világháborúban esett el:
- Pierre Juvénal Le Mouton de Boisdeffre (1885–1942)
- Jean Le Mouton de Boisdeffre (1886–1917)

Második házasságát 1888-ban kötötte Élisabeth Chalvet-val. Négy leányuk született
- Madeleine Le Mouton de Boisdeffre (1891–1933), aki Victor Fernet-hez ment feleségül,
- Françoise Le Mouton de Boisdeffre (1892–1988), Jean Néraud felesége
- Germaine Le Mouton de Boisdeffre (1895–1978), nem ment férjhez,
- Lucienne Le Mouton de Boisdeffre (1897–1985), Albert Jahan felesége.

1951-ben Germaine örökbe fogadta két idősebb nővérének, Madeleine-nek és Françoise-nak két fiát, Joseph Fernet-t és Pierre Néraud diplomatát (1926–2002), akik ezután ismét felvették a „Le Mouton de Boisdeffre” családnevet.

## Játékfilmek
- 1991: Ken Russell Prisoner of Honor című filmjében Boisdeffre tábornokot a Oliver Reed alakította, szuggesztív erővel.
- 1995: Yves Boisset A Dreyfus-ügy (L’Affaire Dreyfus) című filmjében a tábornokot Georges Wilson játszotta.
- 2019: Roman Polański rendező Tiszt és kém: A Dreyfus-ügy (J’accuse) című filmdrámájában a tábornokot Didier Sandre, a Comédie-Française társulatának tagja testesítette meg.[12]